# Flugplatz Lonray
Flugplatz Lonray ist ein aufgegebener Militärflugplatz aus dem Zweiten Weltkrieg, der sich in der Nähe der Gemeinde Lonrai in der Orne Region im Norden Frankreichs befindet.
Das United States Army Air Force errichtete am 22. August 1944, nach den alliierten Landungen in Frankreich und dem Ausbruch aus der Normandie sowie während der Befreiung von Paris, einen temporären Flugplatz.
Der Flugplatz wurde vom IX Engineering Command, 850th Engineer Aviation Battalion, unter Verwendung deutscher Einrichtungen gebaut.

## Geschichte

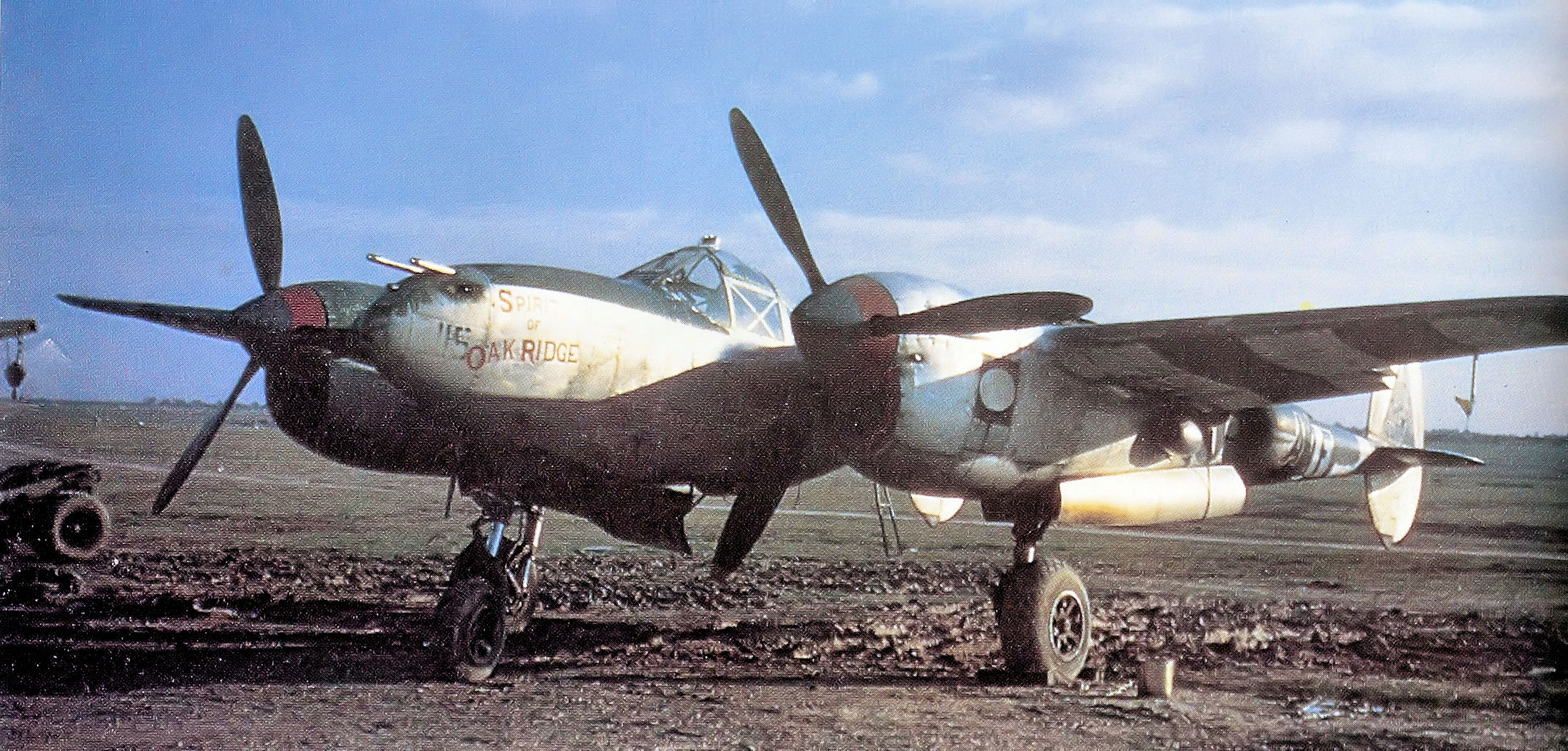
370th Fighter Group P-38 Lightning, „Spirit of Oak Ridge“, 485th Fighter Squadron, am Lonray Airfield (A-45), Frankreich, Oktober 1944

Während des Zweiten Weltkriegs bauten die Deutschen ab April 1944 einen Flugplatz, der auf die Stadt und die benachbarte Stadt Colombiers fiel. Dazu wurden mehrere hundert Männer im Rahmen des Pflichtarbeitsdienstes zwangsverpflichtet. Das Gelände war vom 12. Juni bis zum 9. August 1944 (drei Tage vor der Befreiung des Sektors durch die 2. französische Panzerdivision von General Leclerc) in Betrieb.
Bekannt als Advanced Landing Ground „A-45“, bestand der Flugplatz aus einer einzigen 5000' (1500 m) Prefabricated Hessian Surfacing Landebahn, ausgerichtet 05/23. Zusätzlich wurden Zelte für die Unterbringung und Unterstützungseinrichtungen genutzt; eine Zufahrtsstraße wurde zur bestehenden Straßeninfrastruktur gebaut; ein Lager für Vorräte, Munition und Benzinfässer, zusammen mit einem Trinkwasserversorgungssystem und einem minimalen Stromnetz für Kommunikation und Stationsbeleuchtung.
Die 370th Fighter Group stationierte P-47 Thunderbolt-Jäger vom 4. bis 8. September 1944 in Saint Marceau. Die 370th wurde von der 439th Troop Carrier Group abgelöst, die vom 5. Oktober bis 7. November 1944 C-47 Skytrains vom Flugplatz aus flog.
Die Jagdflugzeuge flogen Unterstützungsmissionen während der alliierten Invasion in Frankreich, patrouillierten Straßen, griffen deutsche Militärfahrzeuge an und warfen Bomben auf Geschützstellungen, Flugabwehrartillerie und Konzentrationen deutscher Truppen, wenn sie gesichtet wurden.
Nachdem die Amerikaner mit den vorrückenden alliierten Armeen nach Zentralfrankreich gezogen waren, wurde der Flugplatz am 20. November 1944 geschlossen. Heute ist der längst abgerissene Flugplatz nicht mehr von den landwirtschaftlichen Feldern in der Umgebung zu unterscheiden.